# Sil-kanyon
A Sil-kanyon egy természetvédelmi terület a spanyolországi Galiciában, területe közel 60 km².

## Elhelyezkedése
A kanyon Spanyolország északnyugati részén, Galicia autonóm közösségben található. Területén összesen négy község osztozik: az Orense tartománybeli Parada de Sil és Nogueira de Ramuín, valamint a Lugo tartománybeli Pantón és Sober.

## Leírása
A mintegy 15 km hosszú, mély völgy körül akár 300–500 méteres szintkülönbségek is megfigyelhetők. A helyenként teraszosan megművelt hegyoldalakon (a napos oldalon) szőlőt is termesztenek, az itteni borok Ribeira Sacra néven eredetvédelmet élveznek. A völgyben és környékén még a szvéb hódítás idején számos remete és szerzetes lelt menedéket. Tucatnyi kolostor épült fel, többségük a Benedek-rendhez tartozott, de később mind megszűnt.
Az 1950-es és 1960-as években több víztározót is építettek a folyóra áramtermelés céljából: ekkor jött létre a San Pedro és a San Estevo nevű tározó.

## Élővilág
A kanyonra a gazdag élővilág jellemző, különösen madárfajból él sok a területen. Az emlősök közül megtalálható itt például a vadmacska, a nyest, a hermelin, a nyugati piszedenevér, a közönséges denevér, a nagy patkósdenevér, a kis patkósdenevér, a pireneusi pézsmacickány és az európai vidra, a kétéltűek közül az ibériai korongnyelvűbéka, a spanyol barnabéka, a foltos szalamandra és az ibériai gőte, a hüllők közül a spanyol zöldgyík és a vízisikló, a halak közül a Pseudochondrostoma polylepis és az Achondrostoma arcasii, a gerinctelenek közül pedig például a nagy hőscincér, a mocsári tarkalepke, a Geomalacus maculosus nevű meztelencsiga, a nagy szarvasbogár, a pompás sárkányszitakötő és a narancsfoltos szitakötő.

## Turizmus
A völgyet övező hegyeken létesített kilátópontokból is lehet gyönyörködni a látványban, de lehetőség van katamarános kirándulásra is a folyón. A Balcones de Madrid nevű kilátóhoz, ahonnan a túlparti Cadeiras-szentélyre és a látóhatárt lezáró monfortei síkságra nyílik kilátás, Parada de Silből vezet egy földút. Egy másik kedvelt helyszín a közeli Castro Caldelas területén található.
Az aktív turizmus kedvelői részt vehetnek félnapos kenutúrákon, repülhetnek a kanyon felett, de bejárhatják a vidéket gyalog, kisvonaton, kerékpárral vagy lóháton is. A közelben lehetőség van íjászatra és paintballra is.

## Képek

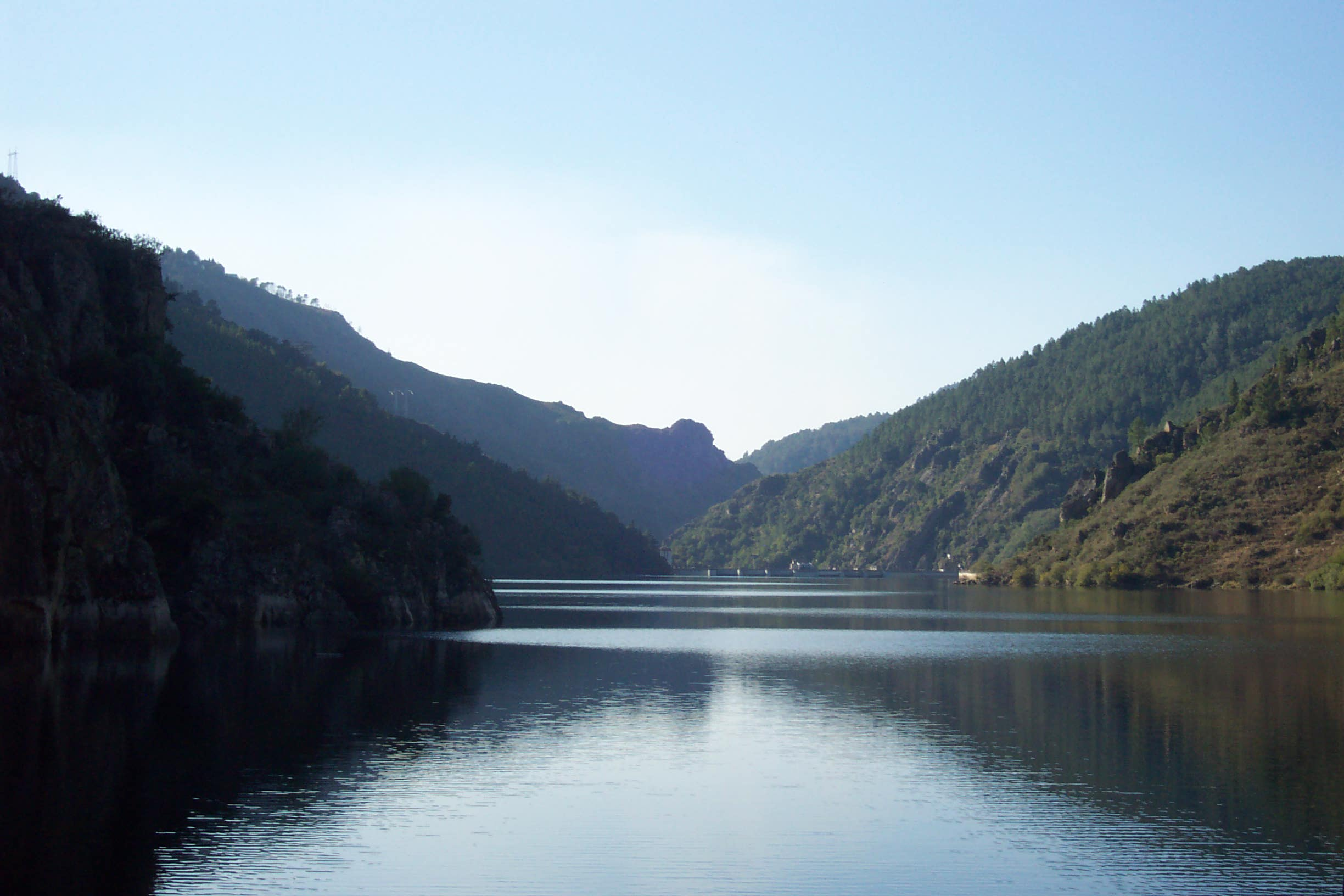
Folyó felőli nézet
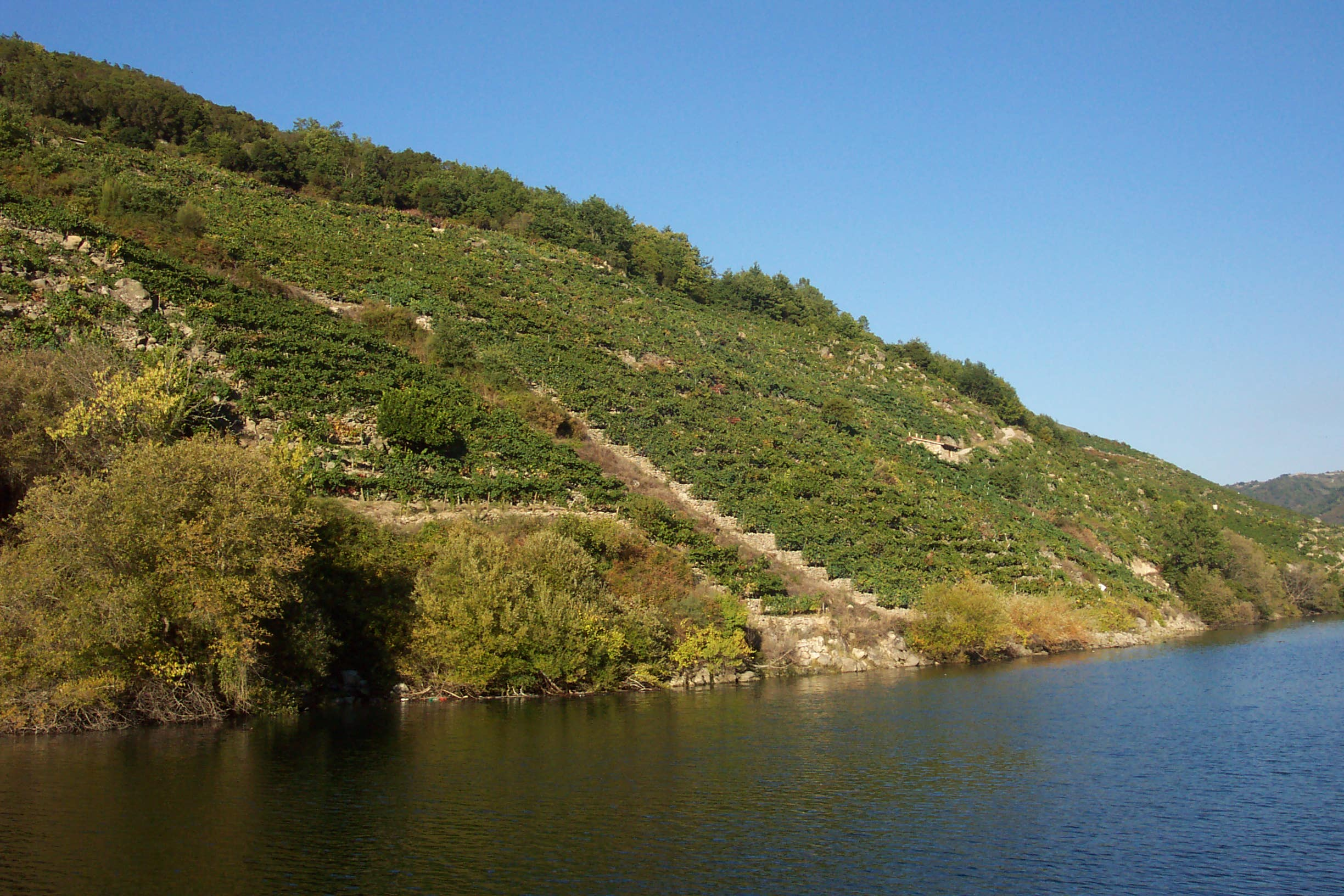
Teraszos szőlőföldek
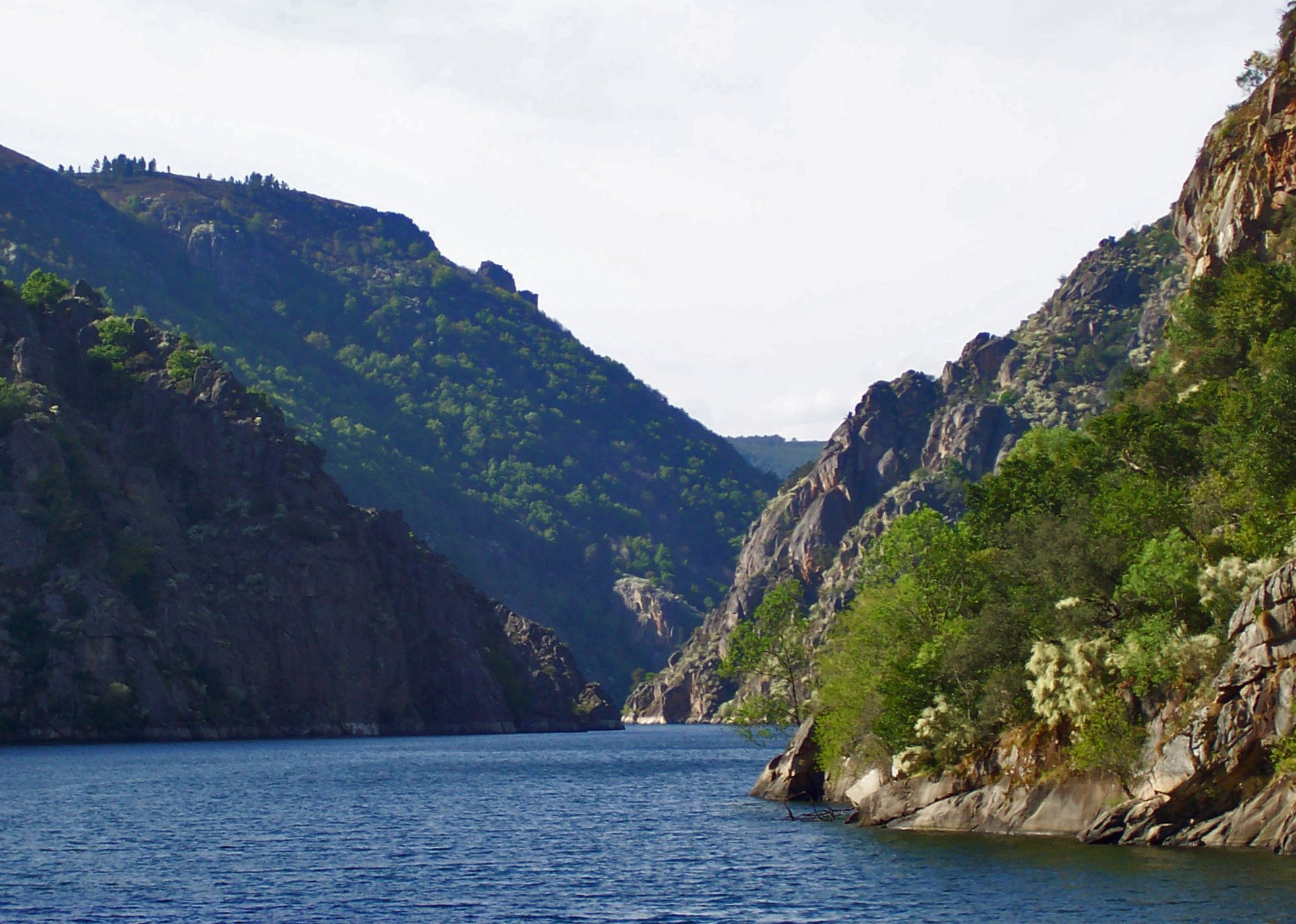
Tájkép
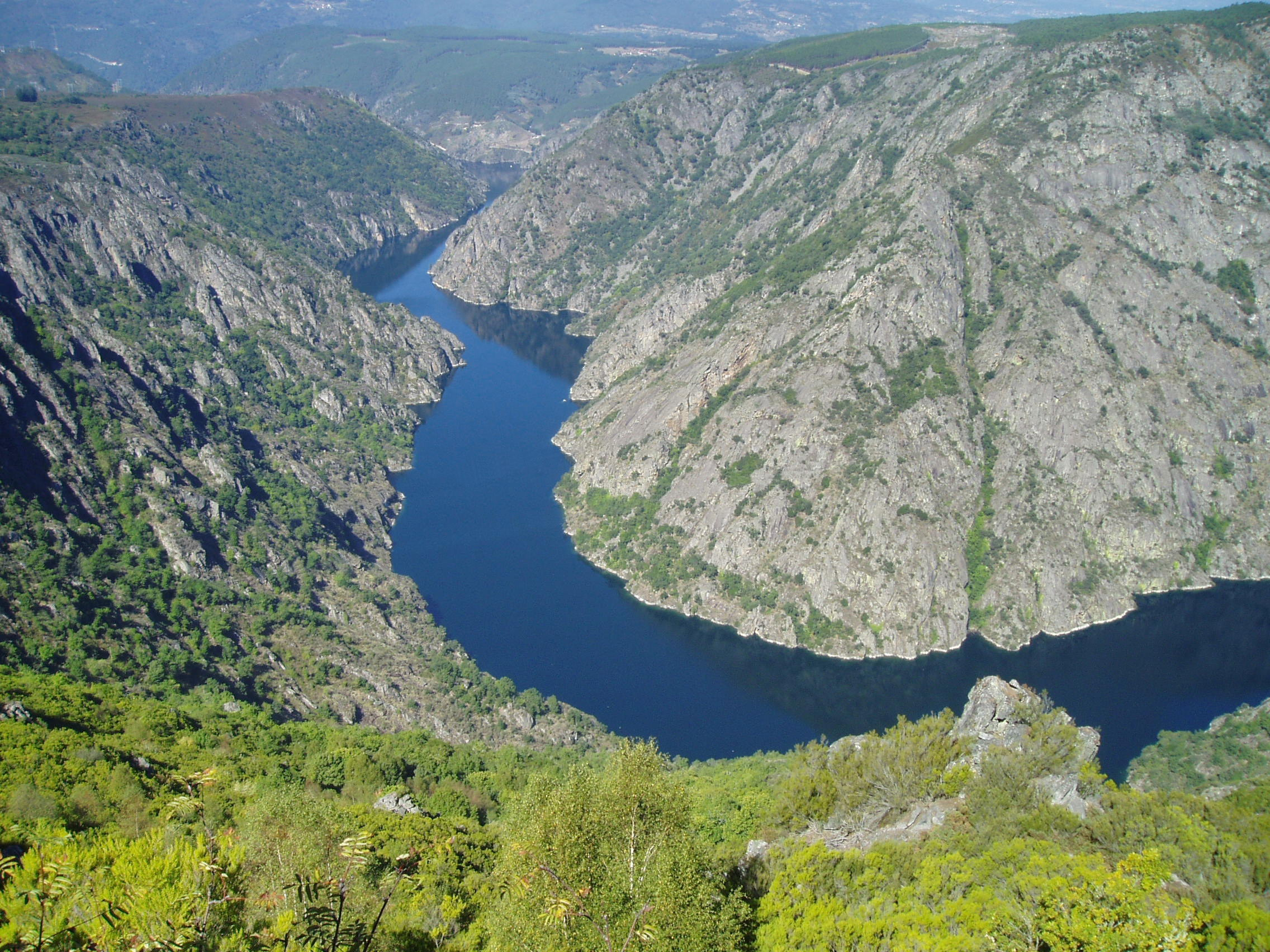
A kanyon a Balcóns de Madrid kilátópontból